# Rio Água Monte Forte
O Rio Água Monte Forte é um curso de água do arquipélago de São Tomé e Príncipe, localizado no distrito de Lembá, ilha de São Tomé, corre para Oeste e desagua na Praia de Monte Forte.